# Villaggio della cultura di Gamcheon

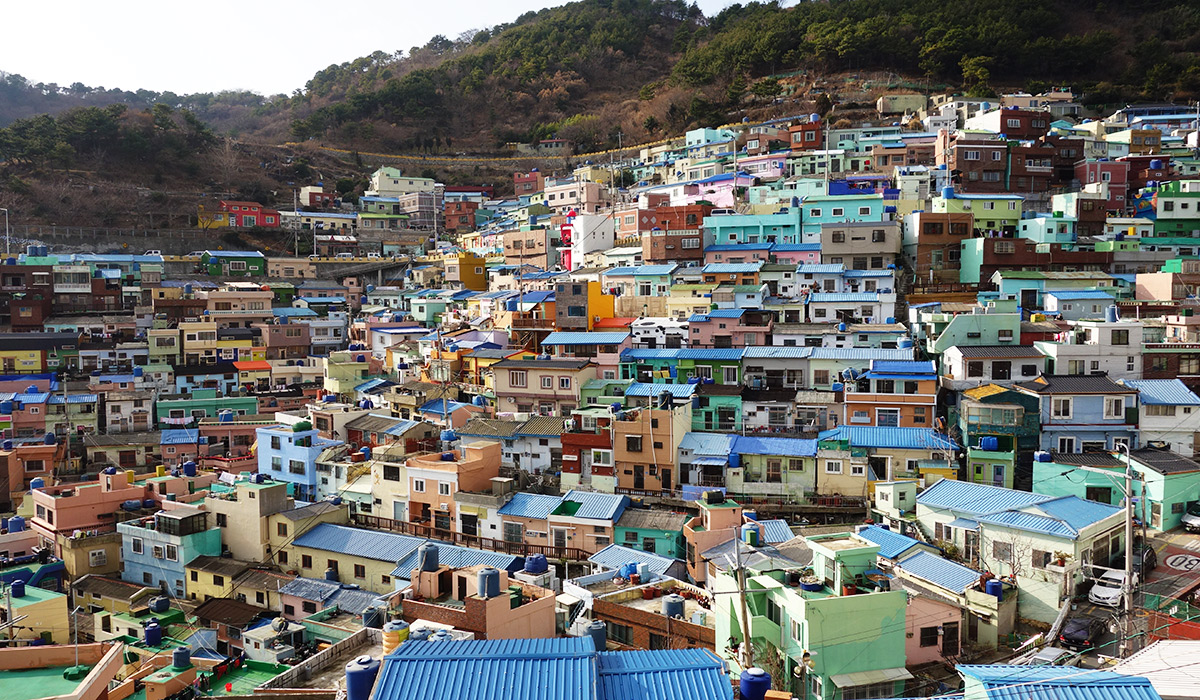
Gamcheon.

Il villaggio della cultura di Gamcheon (감천문화마을?, 甘川文化마을?, Gamcheon munhwa ma-eulLR) è un piccolo centro abitato situato all’interno di Gamcheon-dong, nel distretto di Saha, Busan. È una delle maggiori attrazioni della Corea del Sud, grazie alla sua struttura e ai suoi vivaci colori.

## Storia
Il villaggio di Gamcheon fu costruito tra gli anni 1920 e 1930 quando l'amministrazione della città di Busan decise di trasferire, in un'area isolata dal porto, la parte più povera della popolazione. Nel 1955, dopo la guerra di Corea, circa 800 famiglie si trasferirono nel villaggio e la popolazione raggiunse circa i 30000 abitanti. Nacque anche una comunità religiosa ascetica conosciuta come Taegeukdo, altro nome con cui è conosciuto il villaggio di Gamcheon. Alla crescita demografica non corrispose però uno sviluppo anche a livello economico e il villaggio si trovò ad affrontare condizioni di povertà e miseria. Il numero degli abitanti scese a circa 8000 a causa del trasferimento di molte famiglia in città, in cerca di condizioni migliori, e molte abitazioni furono abbandonate.
Nel 2009, il Ministero della Cultura, dello Sport e del Turismo diede vita al progetto Sognando Machu Picchu a Busan, un'opera di ristrutturazione che ha convertito il villaggio in un centro culturale e artistico. A questa operazione hanno partecipato studenti d’arte, artisti professionisti e residenti. Le vecchie abitazioni abbandonate sono state ristrutturate e colorate e in molti casi trasformate in piccoli musei o gallerie d’arte. Tra il 2009 e il 2012 sono stati aggiunti murales e diverse installazioni artistiche, come la statua del Piccolo Principe e della volpe, una delle maggiori attrazioni. Allo stesso tempo si è cercato di stimolare l’apertura di attività commerciali, come gallerie d’arte, ristoranti e hotel.
Il villaggio è diventato una delle maggiori attrazioni di Busan e della Corea in generale. Dal 2016 è stato inserito per tre volte consecutive nella lista dei 100 luoghi turistici da visitare in Corea; il numero dei turisti è nettamente aumentato dopo il progetto di rinnovamento del 2009. Secondo il sito dell'attrazione 2019 il numero dei turisti è stato più di 3 milioni, di cui il 60% erano stranieri.
Il villaggio della cultura di Gamcheon ha vinto l'International Award UCLG - Mexico City - Culture 21, premio internazionale che viene conferito a città o individui che contribuiscono alla cultura e alla sostenibilità.